# La Avellaneda
La Avellaneda es un pueblo abandonado situado al sureste de la provincia de Cáceres, comunidad autónoma de Extremadura, dentro de la comarca de Los Ibores. Para ser más exactos, La Avellaneda (cuyo nombre completo es La Avellaneda de Ibor, según consta en numerosos documentos que datan del siglo XIII) se encuentra situada en la ladera oeste de la sierra de la Matanza, próxima al río Ibor, entre los pueblos de Castañar de Ibor y Fresnedoso de Ibor (se encuentra a unos 8,5 km del primero y pertenece a su término municipal, pero está más cerca del último). Se llega a través de una serie de caminos cuya desviación se encuentra entre el pK 41 y el pK 42 de la carretera comarcal EX-118 que une las poblaciones de Guadalupe y Navalmoral de la Mata (viéndose el campanario de la iglesia del pueblo a lo lejos al tomar el desvío). Sus ruinas se encuentran en bastante buen estado, existiendo casas caídas, reformadas o que se mantienen todavía en pie.

## Geografía

### Clima
El clima en esta zona es eminentemente Mediterráneo de interior Archivado el 13 de septiembre de 2008 en Wayback Machine., aunque cuenta con influencias continentales (en las temperaturas) y con influencias atlánticas (en las lluvias). Las precipitaciones anuales medias rondan los 900 milímetros y la media de las temperaturas se aproxima a 15,5 °C. El verano es cálido y seco, sin llegar a ser excesivo (los meses más calurosos no alcanzan los 25 °C de media); el invierno es húmedo y frío, pero sin llegar a ser extremo (ya que diciembre y enero tienen una media de 7 °C); y la primavera y el otoño son muy agradables y con lluvias adecuadas.

### Suelo
El suelo en esta zona está compuesto mayoritariamente por pizarra, aunque también se puede encontrar caliza. El terreno es muy pedregoso y abrupto (desnivelado). En este terreno se puede encontrar fácilmente agua subterránea.

### Hidrografía

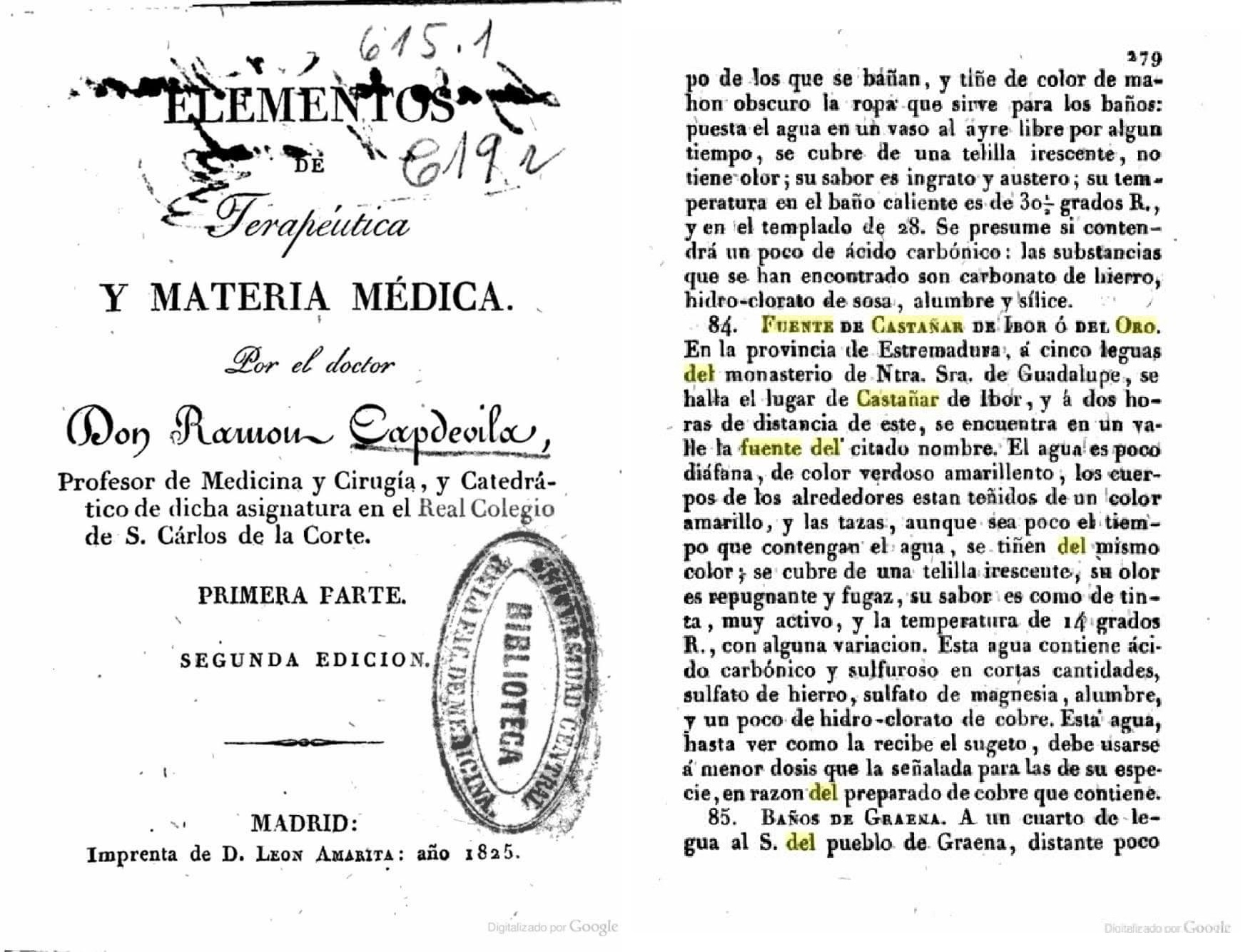
Descripción aguas Fuente del Oro tratado médico año 1825

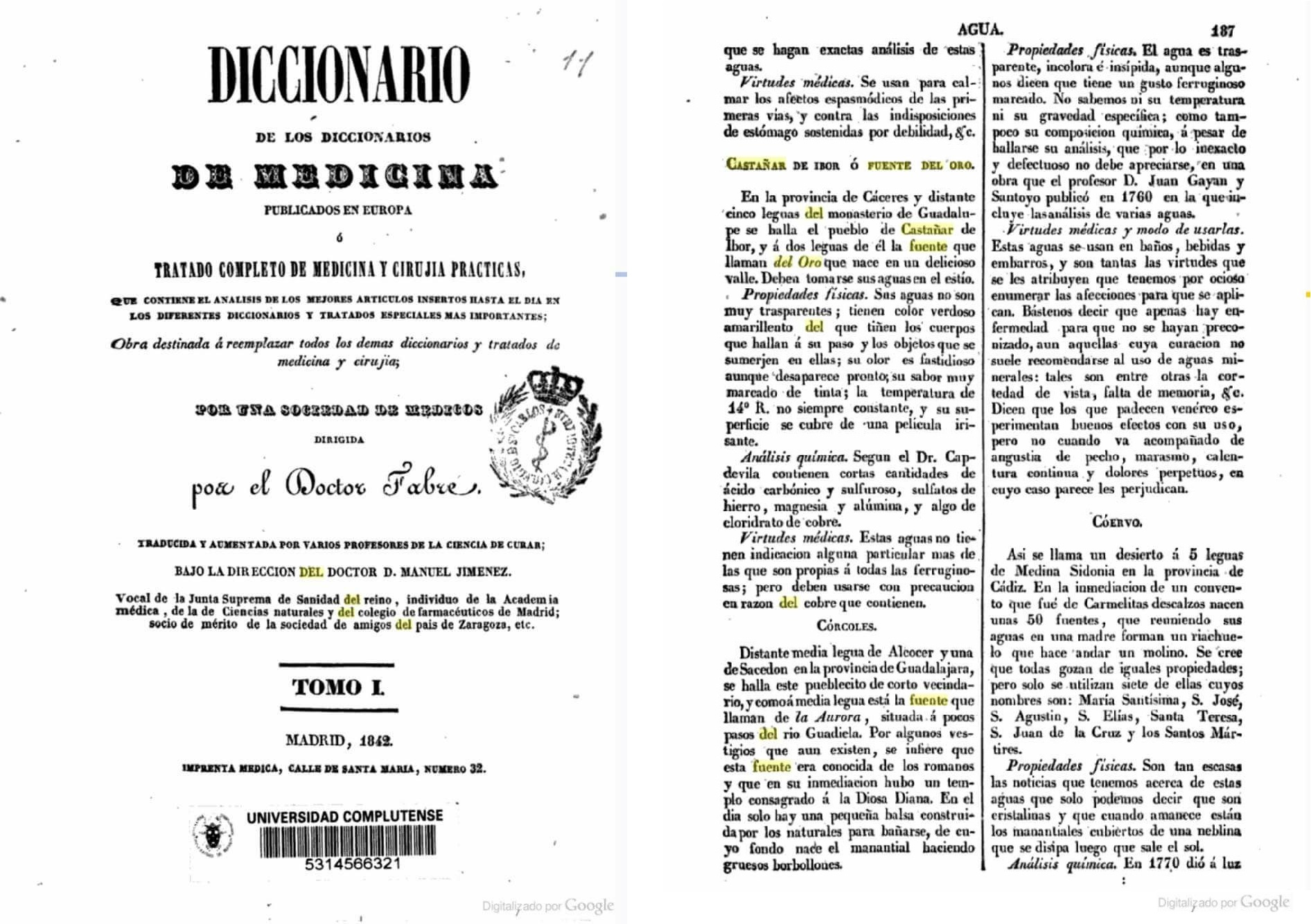
Descripción aguas Fuente del Oro tratado médico año 1842

En lo referente a ríos, podemos decir que el principal que pasa por esta zona es el Ibor (afluente del Tajo por su margen izquierdo). Hablando de este río, podemos mencionar a dos de sus afluentes que también quedan cerca del pueblo de La Avellaneda; dichos afluentes son: el Viejas (afluente del Ibor que transita el valle de su nombre) y el Gualija (que sirve de límite por el sector noreste con los pueblos jareños). El río Ibor también cuenta con varios arroyos como afluentes, pero el que más cerca pasa del pueblo del cual estamos hablando es el arroyo del Horcajo.
Las fuentes en esta zona abundan, siendo buenas y de agua permanente, pero solo hay una bastante próxima al pueblo de La Avellaneda. Dicha fuente es conocida con el nombre de El Chorrito. El agua de esta fuente es clara, limpia, potable, permanente, y está fresca todo el año (incluso en el verano).
Hay una fuente denominada Fuente del Oro, más conocida en la actualidad por Fuente Santa, con propiedades médicinales reconocidas desde, al menos, el siglo XIX donde aparecen en varios tratados médicos de la época. Llegó a construirse una suerte de vestuarios para que la gente de la zona que iba a tomar baños en esta fuente pudiera cambiarse. Hoy en día las visitas a esta fuente no son comunes, estando los vestuarios y la fuente misma algo abandonada.

### Flora y fauna
La flora en esta zona está formada por árboles como: olivos, alcornoques, avellanos, algunos robles, quejigos, enebros, olivos silvestres, chumberas, fresnos, sauces, algunos castaños y alisos (estos cuatro últimos se suelen situar próximos al río). Entre los arbustos podemos encontrar: jara, tomillo, romero, madroño, brezo, lentisco, retamas, zarza, cornicabra y cactus.
Dentro de la fauna podemos encontrar animales como: venados, ciervos, corzos, jabalíes, conejos, perdices, algunas clases de serpientes como culebras de agua, alacranes, … También hay algunas especies de aves en esta zona: unas son rapaces, como las águilas imperiales, las águilas culebreras, los buitres y los halcones; pero también hay aves de menor tamaño entre las que se encuentran mirlos, jilgueros, gorriones y pardillos. En la zona del río, se pueden encontrar garzas y patos salvajes.

## Historia
De la primera civilización de la que se tiene constancia bastante segura de presencia en la aldea de La Avellaneda es de la civilización romana, aunque los restos son casi inexistentes. Su presencia en este lugar se debería seguramente al posible aprovechamiento agropecuario, así como al minero: mercurio (en este pueblo), grafito (en Fresnedoso de Ibor, cerca de La Avellaneda), estaño (en Valdeazores), hierro (en Castañar de Ibor), pirita y plomo (en San Román), etc. También influiría para el asentamiento en este lugar: la relativa cercanía de Augustóbriga (Talavera la Vieja), que se convirtió en ciudad durante esa época y cuyos habitantes edificaron y explotaron villas en sus alrededores, sobre todo en las tierras más fértiles (San Román y otras); y la construcción del puente del Conde, que data de esa época. Otro factor que se ha de tener en cuenta para entender que seguramente los romanos se asentaron en este lugar es que, al menos en los períodos más pacíficos, existe la posibilidad de que una calzada romana secundaria comunicara Augustóbriga con el sur de Extremadura (Trujillo, Medellín, Mérida, …), a través del valle del Ibor. También es cierto que esta zona era muy peligrosa en aquella época tan conflictiva; lo que se convierte en posiblemente la causa fundamental del asentamiento en La Avellaneda (al convertirse este pueblo en una especie de “refugio” del peligro).
La existencia de La Avellaneda en el siglo XIII sí que es segura, ya que se tiene constancia escrita de esto (el rey Sancho IV el Bravo (hijo de Alfonso X el Sabio) donó la dehesa de Castrejón de Ibor (todo el territorio comprendido entre los ríos Tajo, Ibor y Gualija) a la ciudad de Talavera a finales del siglo XIII, cosa que consta en la cesión de dicha dehesa, llevada a cabo el 15 de mayo de 1293 en Valladolid, en la cual aparece la siguiente frase: “que se encuentra hacia Navalvillar y La Avellaneda”, (lo que comprueba que sí existía ya para esta época)). La Avellaneda y Navalvillar de Ibor fueron los primeros núcleos que se fundaron en el valle del Ibor. En su fundación, ambas eran aldeas. 
Ya en el siglo XIV, La Avellaneda fue creciendo a la vez que surgieron nuevas alquerías (conjunto de casas de labranza o granjas lejos de un poblado), como Las Colmenillas y Castañar de Ibor. 
Durante el siglo XV, muchos de los vecinos de La Avellaneda (junto con otros que llegaron en esta época) se trasladaron al actual emplazamiento de Castañar de Ibor (fundándose así este pueblo). Según se ha escrito, este “despoblamiento” fue debido a las termitas, muy abundantes entonces. Es posible que un aumento de éstas precipitara los acontecimientos, pero los motivos más lógicos por los que parece que se produjo esta marcha de La Avellaneda a Castañar de Ibor son los siguientes:
- Valle muy pequeño en La Avellaneda, incapaz de albergar un número elevado de habitantes (de recursos insuficientes, pues el resto del terreno es poco productivo).
- Confluencia del Viejas con el Ibor mucho más próxima a Castañar de Ibor que a La Avellaneda y que cuenta con mejores suelos y posibilidades tales como pesca, vegas, etc..
- Presencia de goetita (óxido de hierro cristalizado), que era un mineral de hierro de gran importancia en aquel entonces más cerca de Castañar de Ibor.
- Vacío poblacional en la zona de Castañar, sin ningún municipio existente (si exceptuamos a Navalvillar de Ibor).
- Más cercanía desde Castañar de Ibor que desde La Avellaneda a Guadalupe, ciudad que cada vez influía más.
- Bonanza y salubridad del clima de Castañar, ideales para asentarse.
- Abundancia de agua en Castañar de Ibor y en sus cercanías en forma de fuentes (como Fuente la Cesta, la Fuente Vieja , El Chorrito, Fuente Santa, Los Apachos, La Junta, …), en forma de ríos (el Ibor, el Viejas y el Gualija) y en forma de arroyos afluentes de los anteriores ríos (como el Castañar, el Fuenteblanca y el Horcajo –afluentes del Ibor-, el Angelinas, el Calabazas, el San Benito, el Aguilón y el Gualijezno –afluentes del Gualija-, etc.).
- Presencia de arbolado aprovechable en Castañar y sus proximidades (como castaños, olivos, alcornoques, robles, encinas, etc,).
- Incluso también pudo influir la reconstrucción del Puente del Conde (enlace roto disponible en Internet Archive; véase el historial, la primera versión y la última). (que también pasa muy cerca de Castañar de Ibor), entre los castillejos de Alija y Peñaflor, a cargo de Diego López de Zúñiga (2.º conde de Miranda del Castañar), a finales del siglo XV, por donde pasaba la Cañada Real, pagando impuestos; desde donde se derivaban varios caminos por La Jara y por Los Ibores (con posibilidades de desviarse hacia Guadalupe y Robledollano, algo que fue muy codiciado por los ganaderos trashumantes).
- Además, también pudo ayudar a tomar la decisión de marcharse de La Avellaneda a Castañar el hecho de que en el siglo XV, los arzobispos toledanos limitasen el poder de los ganaderos y facilitasen el cultivo de extensas parcelas para incrementar la producción mediante sus Sentencias Arbitrales. Esto pudo ocurrir en Castañar, ya que era un lugar poblado de castaños, con numerosos olivos (lo que podría ser un mejor medio para sobrevivir para los ganaderos que hubiese en La Avellaneda, ya que trabajar las tierras les era facilitado mientras que vivir del ganado les había sido dificultado por los arzobispos).
- Por otro lado, el Concejo de Talavera también colaboró en la expansión repobladora, ya que en las repoblaciones señoriales (que era el caso de Castañar) el rey concedía prerrogativas jurisdiccionales al señor (que en este caso era el arzobispo de Toledo o el Concejo de Talavera) y daba otras a las pobladores (no tenían que pagar los impuestos reales, y se convertían en propietarios de los bienes rústicos que les tocaran en suerte o de parte del aprovechamiento de esas propiedades). Esta “oferta” pudo ser muy tentadora y provechosa para los habitantes de La Avellaneda y decidirían aprovecharla.

Pese a esto, La Avellaneda no se despobló entonces, sino que siguió contando con un número importante de vecinos hasta finales del siglo XVIII (siguió habitada, al menos, hasta 1752). A finales del siglo XV fue construida la iglesia que se encuentra entre las ruinas de este pueblo y que dependía de las iglesias talaveranas. Dicha iglesia tenía como patrono al Cristo de La Avellaneda (una interesante talla policromada de finales del siglo XV), cuya devoción pasó al mismo tiempo a los habitantes de Castañar (no hay que olvidar que buena parte de los habitantes de Castañar procedían de La Avellaneda). La construcción de una iglesia significaba que se trataba de un pueblo con un considerable número de habitantes y con una cierta estabilidad y prosperidad.
A mediados del siglo XVII, la zona de los Ibores se vio afectada por unas pestes que originaron un gran descenso demográfico, que fue agravado por la posterior Guerra de Sucesión. La economía seguía siendo agropecuaria y autoconsumista. En esta época, los pueblos de la Campana de la Mata consiguieron la exención (supresión de cualquier tipo de unión) de la ciudad de Plasencia. Sin embargo, Castañar, La Avellaneda, Navalvillar y los pueblos de La Jara siguieron formando parte del Alfoz (distrito con diferentes pueblos que forman una jurisdicción sola) de la Tierra de Talavera, aunque con gran libertad y autonomía con respecto al señorío del Arzobispado de Toledo.
A mitad del siglo XVIII y tras la Guerra de Sucesión, la población se recuperó del descenso que había sufrido, tal y como se refleja en el Catastro del marqués de la Ensenada (Zenón de Somodevilla y Bengoechea, ministro de Fernando VI y de Carlos III) publicado en 1755, pero con datos de 1752, La Avellaneda contaba con 19 vecinos: 13 pecheros (los que poseían alguna propiedad urbana, rústica o animal, por la que pagaban impuestos), 5 jornaleros y 1 pobre. A éstos había que sumarles 1 anciano mayor de 60 años, 11 niños varones menores de 18 años, 9 viudas y 30 mujeres y niñas. En total, había 70 habitantes que continuaban sobreviviendo gracias al sector agropecuario. La existencia de estos documentos demuestra que a mediados del siglo XVIII todavía estaba habitado el pueblo de La Avellaneda. 
De acuerdo con el Censo de Floridablanca y el Interrogatorio de Don Tomás López (ambos de 1787), a finales del siglo XVIII, La Avellaneda ya estaba despoblada, (en estos documentos aparece por primera vez como tal). Se decía que sus habitantes la abandonaron debido a una invasión de termitas (ésta era una explicación que se daba muy a menudo en los siglos XVIII y XIX cuando se desconocía el verdadero motivo de una despoblación). Pero, al parecer, se dieron otras causas para este despoblamiento (aunque también puede que las termitas hicieran acto de presencia) tales como: existencia de un valle muy pequeño e insano (incapaz de mantener una población en crecimiento), competencia de Castañar (con mejores perspectivas de futuro), pertenencia de La Avellaneda y de Navalvillar de Ibor al curato de Castañar, etc.. Como se puede comprobar, algunos de estos motivos se dieron también en el traslado de habitantes de La Avellaneda a Castañar en el siglo XV (por lo que se puede deducir que estos factores seguían acechando desde el siglo XV y ya en el siglo XVIII los pocos habitantes que quedaban en La Avellaneda no pudieron aguantar más estas condiciones de vida y terminaron por abandonar el pueblo), y también se sucedieron en otros lugares originando hechos similares (San Román, Puebla de Naciados y otros núcleos rurales del entorno, como La Poveda). Como prueba de esto, está la manifestación del secretario de Belvís de Monroy en aquella época, cuando justificaba sucesos similares en su zona: “las verdaderas hormigas que han aniquilado ésta y otras poblaciones son los adehesamientos, los ganados trashumantes (que se han apoderado de los pastos, impidiendo a los naturales la crianza y labranza sobre sus mismos terrenos), la peste de los siglos XVI y XVII, la decadencia de la agricultura y otros vicios”… Fuesen cuales fuesen los motivos del despoblamiento, lo importante es que desde entonces La Avellaneda perdió a todos sus habitantes. Pese a esto, el ya despoblado pueblo de La Avellaneda seguía perteneciendo a la Vicaría de la ciudad de Talavera de la Reina, al igual que Navalvillar de Ibor y Castañar de Ibor.
No se han podido obtener más datos acerca de hechos y documentos relativos a este pueblo debido a la negligente pérdida de los Archivos en los años 60.
Seguramente, las instalaciones que quedaron abandonadas serían utilizadas como corrales; y también como refugios, escondites, … en las guerras que se sucedieron tras este despoblamiento, como las guerras carlistas.
Lo que sí se sabe con total seguridad es que en las últimas décadas de nuestros tiempos sí ha habido gente viviendo en el pueblo de La Avellaneda. Se trataba de personas que tenían tierras cercanas a dicho pueblo o tenían allí su ganado. Pero en la actualidad, La Avellaneda se ha vuelto a convertir en un pueblo totalmente deshabitado. Las únicas personas que “viven” de vez en cuando en el lugar son personas que han arreglado algunas de las casas en ruinas de ese pueblo y las han reformado para pasar allí unos cuantos días de vacaciones.

## El Cristo de La Avellaneda
Como se ha dicho anteriormente, la devoción al Cristo de La Avellaneda pasó al pueblo de Castañar de Ibor (ya que la mayoría de los habitantes que poblaron Castañar procedían de La Avellaneda).
Como ofrenda a este Cristo, el 15 de mayo de cada año, los castañeros sacan la talla policromada de finales del siglo XV, (que antaño estaba en la iglesia de La Avellaneda y que en la actualidad se encuentra en la parroquia de San Benito Abad en Castañar), y la llevan a hombros por las calles de Castañar para que la gente la vea. Cuando ya han hecho esto, la trasladan hasta La Avellaneda en un camión seguido de coches en los que viajan sus devotos para realizar una romería. Una vez allí, llevan al Cristo a la iglesia de dicho pueblo (que fue reformada gracias al Ayuntamiento de Castañar de Ibor y sólo está abierta para celebraciones religiosas) donde le rezan y se celebra una misa en su honor. Después, cargan la imagen a hombros en procesión por las calles del pueblo para llevarla finalmente a la Era del Rollo, situada a unos 300 metros de La Avellaneda. Tras esto, vuelven a llevar la talla cargada a hombros a la iglesia y los fieles pasan una tarde campestre en La Avellaneda junto al Cristo. Por último, se realiza el regreso hacia Castañar de Ibor para llevarse la imagen del Santísimo Cristo de nuevo a la iglesia de San Benito Abad.
Hay otro evento religioso en el que se saca la imagen del Cristo de La Avellaneda a las calles, pero esta vez a las de Castañar de Ibor. Se trata de una procesión que se realiza el Lunes de Pascua por las calles de dicho pueblo para llevar la imagen hasta una ermita que hay en el pueblo dedicada al Cristo de La Avellaneda. Allí, se le reza una misa, la gente le hace sus ofrendas y después se vuelven a llevar al Cristo a la iglesia de la misma forma que lo trajeron, es decir, cargado a hombros.
Como curiosidad, hay una anécdota que dice que hace muchos años, cuando se estaban llevando al Cristo en procesión desde Castañar a La Avellaneda para hacer la romería, el señor cura en ese momento decidió llevar al Cristo por otras calles distintas a las que usaban todos los años. A medida que avanzaban en la procesión, se empezó a levantar un fuerte viento que les impedía continuar. Entonces, el cura y los devotos decidieron llevar al Cristo de vuelta a la iglesia y volver a empezar la procesión, haciéndola esta vez por las mismas calles que habían usado todos los años anteriores. Mientras hacían el recorrido de siempre, el fuerte viento desapareció en cuestión de segundos y el resto del día hizo un sol espléndido. Desde entonces, la procesión se hace todos los años por las mismas calles, sin variar la ruta.
Hay dos oraciones dedicadas al Cristo de La Avellaneda que son: 

### Himno al Santísimo Cristo de La Avellaneda
1. Ante Ti, que en la cruz nos esperas,
hoy presenta su amor Castañar,
dulce Cristo de La Avellaneda,
que aquí tienes tu pueblo y tu altar.
2. Hecho estás de la misma madera
que a tus hijos da sombra y calor,
y la Sierra ante Ti se arrodilla
y suspira Tu nombre el Ibor.
3. Cuando venga el dolor a buscarnos
y nos ponga los brazos en cruz:
¡haz, oh Cristo de La Avellaneda,
que esperemos lo mismo que Tú!
4. Junto a Ti al caer de la tarde
y cansados de nuestra labor,
te ofrecemos con todos los hombres
el trabajo, el descanso, el amor.
5. Con la noche las sombras nos cercan,
y tu rostro nos da nueva luz,
alumbrados en nuestro camino
hasta Ti corremos, Señor.
6. Esperamos que Tú nos esperes
cual Te vimos aquí en Castañar,
y sabiendo, Señor, que nos quieres
nuestro amor con Tu cielo pagar.